# Clã Takashima
O Clã Takashima, foi um ramo do Clã Sasaki, que se  estabeleceu no Condado de Takashima na Província de Ōmi . 

## História
O segundo filho de Sasaki Nobutsuna, Takashima Takanobu estabeleceu-se na aldeia de Shimizu Yamashiro no condado de  Takashima na Província de Ōmi onde construiu seu clã,  servindo como administrador (御家人, gokenin) do shogunato .
Durante o Período Kamakura o clã se expandiu lentamente,  Takashima Yasunobu o filho mais velho de Takanobu herda as propriedades do clã e mais tarde torna-se Protetor de Etchu (越中守, etchū-no-kami) .
Em 1285 depois do Incidente Shimotzuki, o segundo filho de Takanobu, Kuchiki Yoritsuna se tornaria Shitsuji de  Taira Yoritsuna , além de se tornar o fundador do Clã Kuchiki. 
O Clã Takashima se subdividiu em 7 ramos que passaram a dominar a região oeste da Província de Ōmi, em um sistema conhecido como  Sete Cabeças Takashima (高島七頭, Takashima-shichiga-shira).  Sendo que além do Ramo principal, os Takashima, compunham este sistema os ramos: Yamazaki; Nagata; Hirai; Yokoyama; Tanaka e Kuchiki todos descendentes dos Takashima